# 21555 Levary
21555 Levary este un asteroid din centura principală de asteroizi.

## Descriere
21555 Levary este un asteroid din centura principală de asteroizi. A fost descoperit pe 24 august 1998 la Socorro, New Mexico, în cadrul proiectului LINEAR. Asteroidul prezintă o orbită caracterizată de o semiaxă mare de 3,20 ua, o excentricitate de 0,09 și o înclinație de 15,7° în raport cu ecliptica.